# Villamartín de Don Sancho
Villamartín de Don Sancho è un comune spagnolo di 153 abitanti situato nella comunità autonoma di Castiglia e León.